# Beginner gegen Gewinner

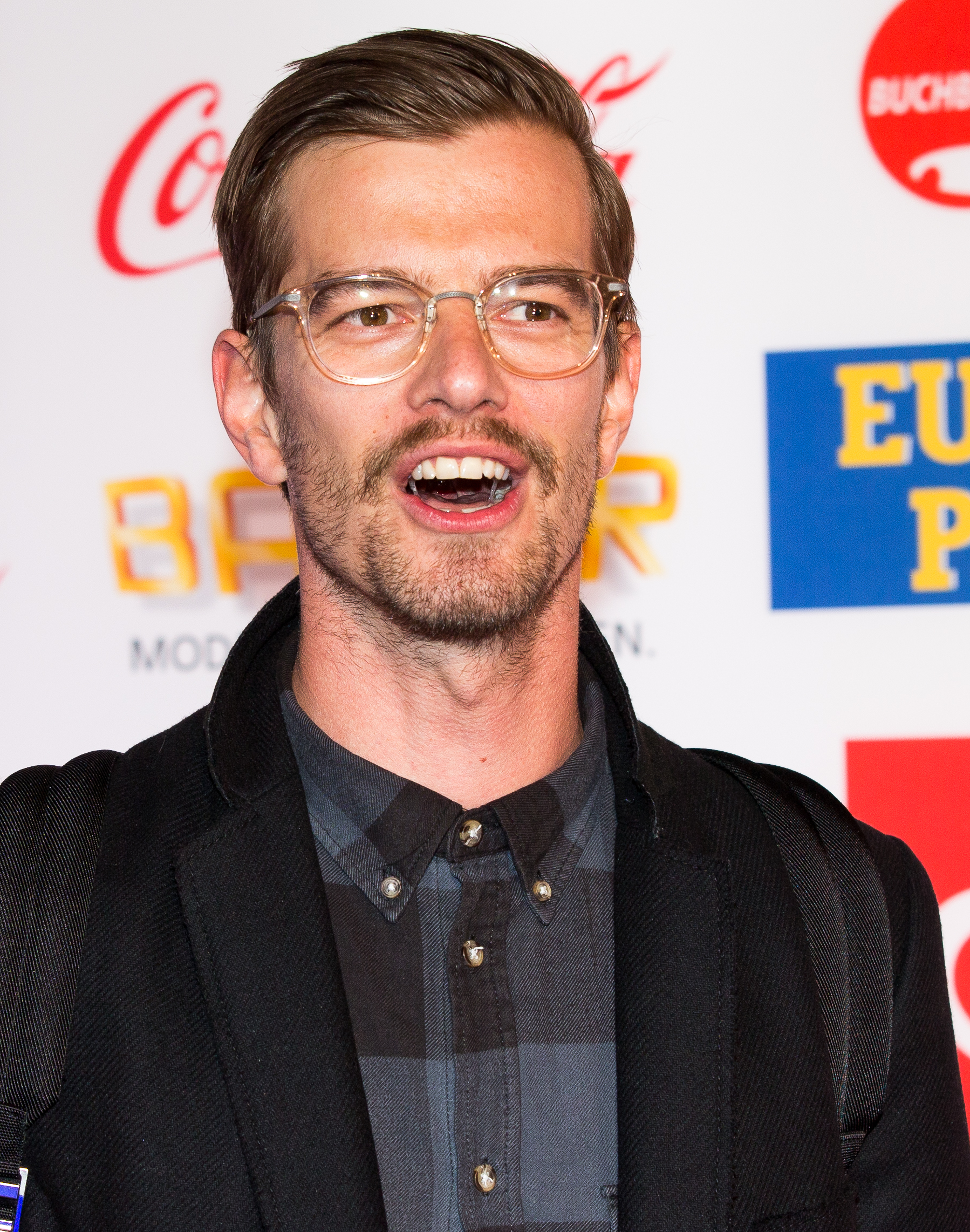
Moderator Joko Winterscheidt

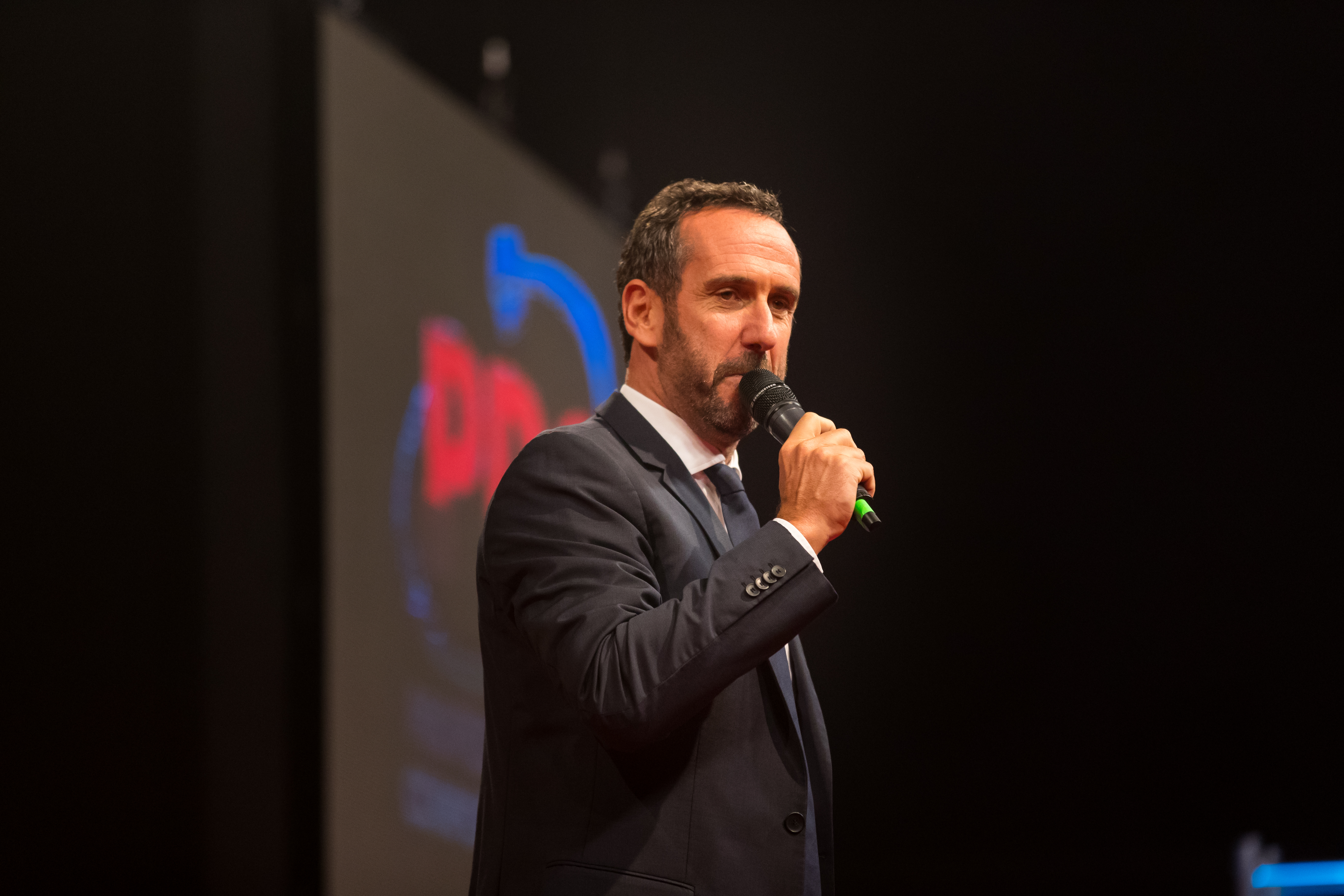
Kommentator Elmar Paulke

Beginner gegen Gewinner war eine Spielshow, die von Oktober 2017 bis Oktober 2018 auf ProSieben gesendet wurde. Moderator der Sendung war Joko Winterscheidt, Kommentator der Spiele Elmar Paulke.

## Aufbau der Sendung
In sportlichen Duellen treten Profisportler, Olympiasieger und Welt- oder Europameister in ihren Paradedisziplinen gegen Amateurkandidaten an. Damit die Amateure eine Chance haben, dürfen sie sich vor dem Duell eines von drei Handicaps aussuchen, das dem Profi während des Duells auferlegt wird. Dies waren in der Vergangenheit zum Beispiel Schwimmen mit einem Bierkasten auf dem Rücken, zusammengekettet Basketball spielen, Weitsprung im Dinosaurierkostüm oder auch schwerere oder manipulierte Sportgeräte für die Profis.

### Staffel 1
In Staffel 1 enthält der Jackpot zu Beginn 50.000 €. Alle Kandidaten (in der Show Beginner genannt), und zum Abschluss auch Joko selbst, bestreiten nacheinander ihre Wettkämpfe gegen den Profi (in der Show Gewinner genannt). Die prominenten Gäste der Show setzen dann einen von 6 festgelegten Beträgen auf den Kandidaten. Zur Wahl stehen 25.000 €, 15.000 €, 8.000 €, 1.500 €, 400 €, 100 € und jeder Betrag darf dabei nur einmal gesetzt werden. Gewinnen die Beginner ziehen diese in das Finale ein und der Betrag landet im Jackpot. Verlieren sie, dann ist dieser Betrag aus dem Spiel. Zum Schluss tritt Joko in einem Wettkampf an. Vorab legen sich die Prominenten darauf fest, ob Joko diesen Wettkampf gewinnt oder verliert. Liegen sie richtig, landen weitere 50.000 € im Jackpot. Im Finale kämpfen alle Kandidaten in einem Studiospiel um den Jackpot von maximal 150.000 €.

### Staffel 2
Zuerst tritt Joko in einem Wettkampf gegen einen Gewinner an. Das Studiopublikum stimmt vorher darüber ab, ob Joko gewinnt oder verliert. Die Prozentzahl des richtigen Ergebnisses wird vertausendfacht und landet zum Start im Jackpot. Sagen z. B. 63 % Joko gewinnt und 37 % dass Joko verliert und Joko verliert den Wettkampf, dann landen 37.000 € im Jackpot. Anschließend treten die Beginner (Kandidaten) gegen die Gewinner (Profis) an. Die Promis legen sich vorab geheim darauf fest, ob der Beginner gewinnt oder verliert. Liegen sie richtig, landen 5.000 € im Jackpot. Der Beginner zieht, wenn er gewinnt, in das Finale ein. Im Finale treten dann alle Kandidaten, die ihren Wettkampf gewonnen haben, in einem Studiospiel gegeneinander an. Der Gewinner dieses Spiels gewinnt den Jackpot.

## Hintergrund
Das Konzept der Sendung basiert auf der Showidee Dabei sein ist teuer, die am 4. Februar 2017 in der dritten Ausgabe der Sendung Die beste Show der Welt von Joko Winterscheidt präsentiert wurde und von seinen vier Shows der Ausgabe am schlechtesten abschnitt. Damals gab es acht Handicaps zur Auswahl, von denen der Kandidat bis zu drei wählen konnte. Jedes Handicap hatte einen Preis, der von der Siegesprämie abgezogen wurde.
Die Sendung Beginner gegen Gewinner moderiert Winterscheidt ohne Heufer-Umlauf, es war eine der ersten Shows, bei der Winterscheidt solo als Moderator auftrat. Die erste Ausgabe der Sendung fand am 28. Oktober 2017 statt, knapp einen Monat später, am 25. November 2017, wurde die zweite Folge ausgestrahlt.

## Zusammenfassung der einzelnen Folgen
| Ausgabe | Erstausstrahlung     | Jurymitglieder                                 | Sportler |
| ------- | -------------------- | ---------------------------------------------- | --- |
| 1       | 28. Okt. 2017        | Elyas M’Barek Nico Rosberg Matthias Opdenhövel | - Timo Boll (Tischtennis) - Arne Friedrich (Fußball) - Anna Seidel (Shorttrack) - Dirk Braun (Sportholzfällen) - Alyn Camara (Weitsprung) - Ruth Spelmeyer (Sprint) - Nico Hülkenberg (Formel 1) |
| 2       | 25. Nov. 2017        | Anni Friesinger-Postma Mario Basler Clueso     | - Marco di Carli (Schwimmen) - Lisa Unruh (Bogenschießen) - Karl Schulze (Rudern) - David Storl (Kugelstoßen) - Marc Zwiebler (Badminton) - Per Günther und Karim Jallow (Basketball) - Kristina Vogel (Bahnrad) |
| 3       | 28. Apr. 2018 (live) | Boris Becker Thomas Hayo                       | mit prominenten Herausforderern. - Anton Palzer (Red Bull 400 Schanzenlauf) gegen Joko Winterscheidt - Philipp Petzschner (Tennis) gegen Kostja Ullmann - Katrin Mook (Armdrücken) gegen Sophia Thomalla - Deto (E-Sport – FIFA18) gegen Joko Winterscheidt - Deutsche Damen-Nationalmannschaft (Curling) gegen vier YouTuber Team Jentsch: Daniela Jentsch, Analena Jentsch, Josephine Obermann, Emira Abbes Youtuber: Julien Bam, Kelly MissesVlog, ConCrafter, Rezo - Frank Stäbler (Ringen) gegen Jochen Schropp - Cindy Roleder (Hürdenlauf) gegen Palina Rojinski |
| 4       | 4. Aug. 2018         | Johannes B. Kerner Tim Mälzer                  | - Andreas Birnbacher (Biathlon) - Ralf Souquet (Billard) - Chantal Laboureur und Julia Sude (Beachvolleyball) - Florian Gruber (Kitesurfen) - Tyron Zeuge (Boxen) - Daniel Jasinski (Diskuswurf) - Xander van Mazijk (Bowling) |
| 5       | 6. Okt. 2018         | Palina Rojinski Matthias Opdenhövel            | - Kevin Reiterer (Jetski) - Marie-Laurence Jungfleisch (Hochsprung) - Raffael Gordzielik (Strongman) - David Firnenburg (Klettern) - Franzisca Hauke, Anne Schröder, Camille Nobis und Julia Ciupka (Feldhockey) - Cornelius Döll (Headis) |

## Rezeption

### Kritik
Die Kritiken waren grundsätzlich positiv, allerdings wurde teilweise kritisiert, dass die Show nicht live gesendet wurde und dass die Duelle zum Teil unfair und daher nicht mehr spannend genug waren. Auch die Länge der Show von etwa vier Stunden und die vielen Werbepausen waren Anlass für negative Kritik.
Christian Düringer von Welt Online urteilt eher positiv: „Beginner gegen Gewinner ist ausbaufähig, aber ein Format mit Potenzial, und Joko kann in den besten Momenten das Lagerfeuer der Nation noch einmal entfachen.“
Manuel Nunez Sanchez von Quotenmeter.de beschreibt die Show grundsätzlich als gelungen. Er vergleicht Beginner gegen Gewinner mit früheren erfolgreichen Samstagabendshows: „An einigen Stellen kommt ein wenig «Wetten, dass..?»-Stimmung auf, in anderen fühlt man sich an «Schlag den Raab» oder «Klein gegen Groß» erinnert, ein wenig «Duell um die Welt»-Atmosphäre wabert natürlich auch durchs Studio.“
Anja Francesca Richter vom Onlinemagazin DerWesten urteilte: „Herausforderung für Profi-Sportler liefert Hochspannung“.

### Einschaltquoten
| Folge | Datum         | Zuschauer | Zuschauer       | Marktanteil | Marktanteil     | Quelle |
| Folge | Datum         | Gesamt    | 14 bis 49 Jahre | Gesamt      | 14 bis 49 Jahre | Quelle |
| ----- | ------------- | --------- | --------------- | ----------- | --------------- | ------ |
| 1     | 28. Okt. 2017 | 1,49 Mio. | 1,09 Mio.       | 5,8 %       | 13,0 %          | [ 6 ]  |
| 2     | 25. Nov. 2017 | 1,20 Mio. | 0,92 Mio.       | 4,6 %       | 10,6 %          | [ 7 ]  |
| 3     | 28. Apr. 2018 | 1,00 Mio. | 0,69 Mio.       | 4,4 %       | 9,4 %           | [ 8 ]  |
| 4     | 4. Aug. 2018  | 0,78 Mio. | 0,49 Mio.       | 4,0 %       | 8,9 %           | [ 9 ]  |
| 5     | 6. Okt. 2018  | 0,67 Mio. | 0,47 Mio.       | 2,5 %       | 5,7 %           | [ 10 ] |